# 巴恩斯特珀爾
巴恩斯特珀爾（英語：Barnstaple）是位於英格蘭北德文區的一個城市，也可能是英國歷史最古老的城市之一，曾是一座河港。巴恩斯特珀爾有人口23,710人。